# Súper Rugby 2015
El Super Rugby 2015 fue la vigésima edición del certamen entre franquicias que comenzó en 1996, y el quinto con el formato de 15 equipos en tres zonas, además de ser el último, ya que para el siguiente torneo existirá una nueva expansión.
Comenzó el 13 de febrero y terminó con la final el 3 de julio. Teniendo en cuenta que es un año de mundial, el calendario fue más apretado respecto a años anteriores, teniendo una semana menos que la edición del 2014.
Highlanders venció de visitante 14-21 a los dominadores de todo el torneo, los Hurricanes y se consagraron campeones por primera vez en su historia.

## Equipos participantes
| Equipo                   | Ciudad          | Estadio                       | Entrenador       |
| ------------------------ | --------------- | ----------------------------- | ---------------- |
| Conferencia australiana  |                 |                               |                  |
| Brumbies                 | Canberra        | Canberra Stadium              | Stephen Larkham  |
| Melbourne Rebels         | Melbourne       | Melbourne Rectangular Stadium | Tony McGahan     |
| New South Wales Waratahs | Sídney          | Sídney Football Stadium       | Michael Cheika   |
| Queensland Reds          | Brisbane        | Suncorp Stadium               | Richard Graham   |
| Western Force            | Perth           | Perth Oval                    | Michael Foley    |
| Conferencia neozelandesa |                 |                               |                  |
| Auckland Blues           | Auckland        | Eden Park                     | Sir John Kirwan  |
| Canterbury Crusaders     | Christchurch    | Rugby League Park             | Todd Blackadder  |
| Otago Highlanders        | Dunedin         | Forsyth Barr Stadium          | Jamie Joseph     |
| Waikato Chiefs           | Hamilton        | Waikato Stadium               | Dave Rennie      |
| Wellington Hurricanes    | Wellington      | Westpac Stadium               | Mark Hammett     |
| Conferencia sudafricana  |                 |                               |                  |
| Bulls                    | Pretoria        | Loftus Versfeld Stadion       | Frans Ludeke     |
| Cheetahs                 | Bloemfontein    | Free State Stadium            | Naka Drotske     |
| Sharks                   | Durban          | Kings Park Stadium            | Jake White       |
| Lions                    | Johannesburgo   | Ellis Park Stadium            | Johan Ackermann  |
| Stormers                 | Ciudad del Cabo | Newlands Stadium              | Allister Coetzee |

## Forma de disputa
Fase regular
Los quince participantes se dividen en tres conferencias, una por cada país, y cada una con cinco equipos.
Cada equipo disputa dieciséis partidos, ocho contra los demás equipos del grupo, una vez como local y otra como visitante. También disputa partidos contra los rivales de las dos restantes conferencias, estos últimos llamados inter conferencias.
Dependiendo del resultado en el partido se otorga una puntuación, siendo cuatro puntos por partido ganado, dos por partido empatado y ningún punto en caso de derrota. También se otorgan puntos bonus:
- bonus ofensivo que consta de un punto por ganar un partido con cuatro o más tries
- bonus defensivo que se otorga cuando un equipo pierde su partido con una diferencia no mayor a siete puntos.

Una vez disputados los dieciocho encuentros, se ordenan a los equipos en tablas de posiciones, clasificando a la próxima fase un equipo por conferencia; el mejor de la misma, y los restante tres mejores que se obtienen de la tabla general.
Segunda fase
De los seis participantes, los dos mejores avanzan a las semifinales, mientras que los cuatro restantes juegan la reclasificación. El tercer mejor ubicado contra el sexto y el cuarto contra el quinto. Las localías pertenecen al equipo mejor ubicado.
Los equipos que ganan sus partidos avanzan a las semifinales, y a su vez, los que ganan estas avanzan a la final.
El equipo ganador de la final se proclama campeón.

## Fase regular

### Conferencia australiana
| Pos. | Equipo   | Encuentros | Encuentros | Encuentros | Encuentros | Tantos | Tantos | Tantos | PB | PB | Puntos |
| Pos. | Equipo   | PJ         | PG         | PE         | PP         | F      | C      | Dif    | BO | BD | Puntos |
| ---- | -------- | ---------- | ---------- | ---------- | ---------- | ------ | ------ | ------ | -- | -- | ------ |
| 2º   | Waratahs | 16         | 11         | 0          | 5          |        |        |        |    |    | 52     |
| 2º   | Brumbies | 16         | 9          | 0          | 7          |        |        |        |    |    | 47     |
| 3º   | Rebels   | 16         | 7          | 0          | 9          |        |        |        |    |    | 36     |
| 4º   | Reds     | 16         | 4          | 0          | 12         |        |        |        |    |    | 22     |
| 5º   | Force    | 16         | 3          | 0          | 13         |        |        |        |    |    | 19     |

|  | Clasificado a las próxima ronda como mejor de conferencia. |

### Conferencia neozelandesa
| Pos. | Equipo      | Encuentros | Encuentros | Encuentros | Encuentros | Tantos | Tantos | Tantos | PB | PB | Puntos |
| Pos. | Equipo      | PJ         | PG         | PE         | PP         | F      | C      | Dif    | BO | BD | Puntos |
| ---- | ----------- | ---------- | ---------- | ---------- | ---------- | ------ | ------ | ------ | -- | -- | ------ |
| 1º   | Hurricanes  | 16         | 14         | 0          | 2          |        |        |        |    |    | 66     |
| 2º   | Highlanders | 16         | 11         | 0          | 5          |        |        |        |    |    | 53     |
| 3º   | Chiefs      | 16         | 10         | 0          | 6          |        |        |        |    |    | 48     |
| 4º   | Crusaders   | 16         | 9          | 0          | 7          |        |        |        |    |    | 46     |
| 5º   | Blues       | 16         | 3          | 0          | 13         |        |        |        |    |    | 20     |

|  | Clasificado a las próxima ronda como mejor de conferencia. |

### Conferencia sudafricana
| Pos. | Equipo   | Encuentros | Encuentros | Encuentros | Encuentros | Tantos | Tantos | Tantos | PB | PB | Puntos |
| Pos. | Equipo   | PJ         | PG         | PE         | PP         | F      | C      | Dif    | BO | BD | Puntos |
| ---- | -------- | ---------- | ---------- | ---------- | ---------- | ------ | ------ | ------ | -- | -- | ------ |
| 1º   | Stormers | 16         | 10         | 1          | 5          |        |        |        |    |    | 45     |
| 2º   | Lions    | 16         | 9          | 1          | 6          |        |        |        |    |    | 42     |
| 3º   | Bulls    | 16         | 7          | 0          | 9          |        |        |        |    |    | 38     |
| 4º   | Sharks   | 16         | 7          | 0          | 9          |        |        |        |    |    | 34     |
| 5º   | Cheetahs | 16         | 5          | 0          | 11         |        |        |        |    |    | 26     |

|  | Clasificado a las próxima ronda como mejor de conferencia. |

### Tabla general
| Pos. | Equipo      | Encuentros | Encuentros | Encuentros | Encuentros | Tantos | Tantos | Tantos | PB | PB | Puntos |
| Pos. | Equipo      | PJ         | PG         | PE         | PP         | F      | C      | Dif    | BO | BD | Puntos |
| ---- | ----------- | ---------- | ---------- | ---------- | ---------- | ------ | ------ | ------ | -- | -- | ------ |
| 1º   | Hurricanes  | 16         | 14         | 0          | 2          |        |        |        |    |    | 66     |
| 2º   | Waratahs    | 16         | 11         | 0          | 5          |        |        |        |    |    | 52     |
| 3º   | Stormers    | 16         | 10         | 1          | 5          |        |        |        |    |    | 45     |
| 4º   | Highlanders | 16         | 11         | 0          | 5          |        |        |        |    |    | 53     |
| 5º   | Chiefs      | 16         | 10         | 0          | 6          |        |        |        |    |    | 48     |
| 6º   | Brumbies    | 16         | 9          | 0          | 7          |        |        |        |    |    | 47     |
| 7º   | Crusaders   | 16         | 9          | 0          | 7          |        |        |        |    |    | 46     |
| 8º   | Lions       | 16         | 9          | 1          | 6          |        |        |        |    |    | 42     |
| 9º   | Bulls       | 16         | 7          | 0          | 9          |        |        |        |    |    | 38     |
| 10º  | Rebels      | 16         | 7          | 0          | 9          |        |        |        |    |    | 36     |
| 11º  | Sharks      | 16         | 7          | 0          | 9          |        |        |        |    |    | 34     |
| 12º  | Cheetahs    | 16         | 5          | 0          | 11         |        |        |        |    |    | 26     |
| 13º  | Reds        | 16         | 4          | 0          | 12         |        |        |        |    |    | 22     |
| 14º  | Blues       | 16         | 3          | 0          | 13         |        |        |        |    |    | 20     |
| 15º  | Force       | 16         | 3          | 0          | 13         |        |        |        |    |    | 19     |

|  | Ganadores de conferencia.       |
|  | Clasificados a la postemporada. |

### Postemporada
| Local            | Resultado        | Visitante        | Fecha            | Estadio                           |
| Cuartos de final | Cuartos de final | Cuartos de final | Cuartos de final | Cuartos de final                  |
| ---------------- | ---------------- | ---------------- | ---------------- | --------------------------------- |
| Highlanders      | 24 – 14          | Chiefs           | 20 de junio      | Forsyth Barr Stadium, Dunedin     |
| Stormers         | 19 – 39          | Brumbies         | 20 de junio      | Estadio Newlands, Ciudad del Cabo |
| Semifinales      |                  |                  |                  |                                   |
| Hurricanes       | 29 - 9           | Brumbies         | 27 de junio      | Estadio Westpac, Wellington       |
| Waratahs         | 17 - 35          | Highlanders      | 27 de junio      | Sídney Football Stadium, Sídney   |
| Final            |                  |                  |                  |                                   |
| Hurricanes       | 14 - 21          | Highlanders      | 4 de julio       | Estadio Westpac, Wellington       |

| Bandera de Nueva Zelanda |
| Campeón Highlanders      |
| Primer título            |